# Aicurzio
Aicurzio (Aicùrz o Icurz in dialetto brianzolo) è un comune italiano di 2 055 abitanti della provincia di Monza e della Brianza in Lombardia.

## Storia

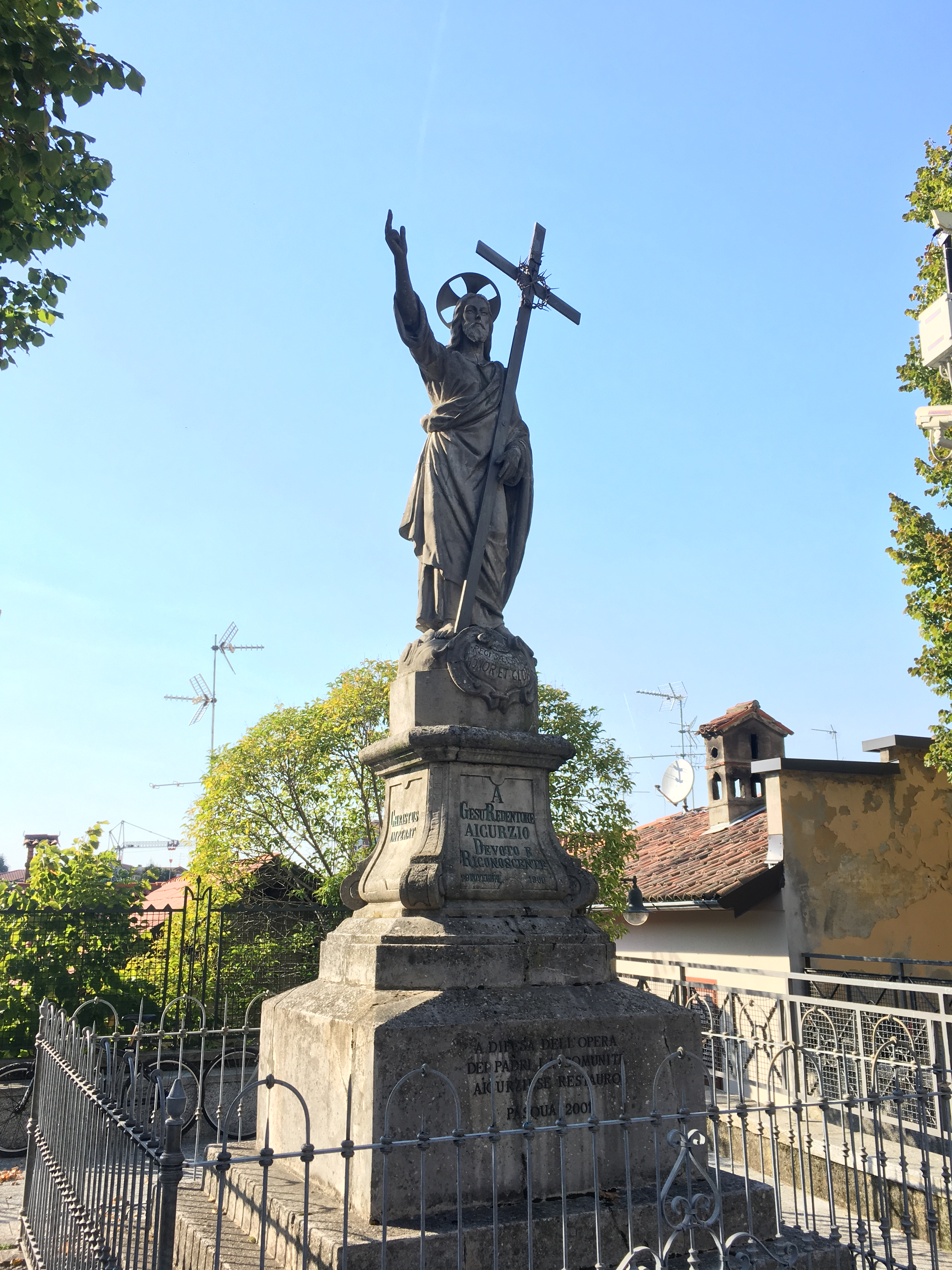
Monumento al Redentore

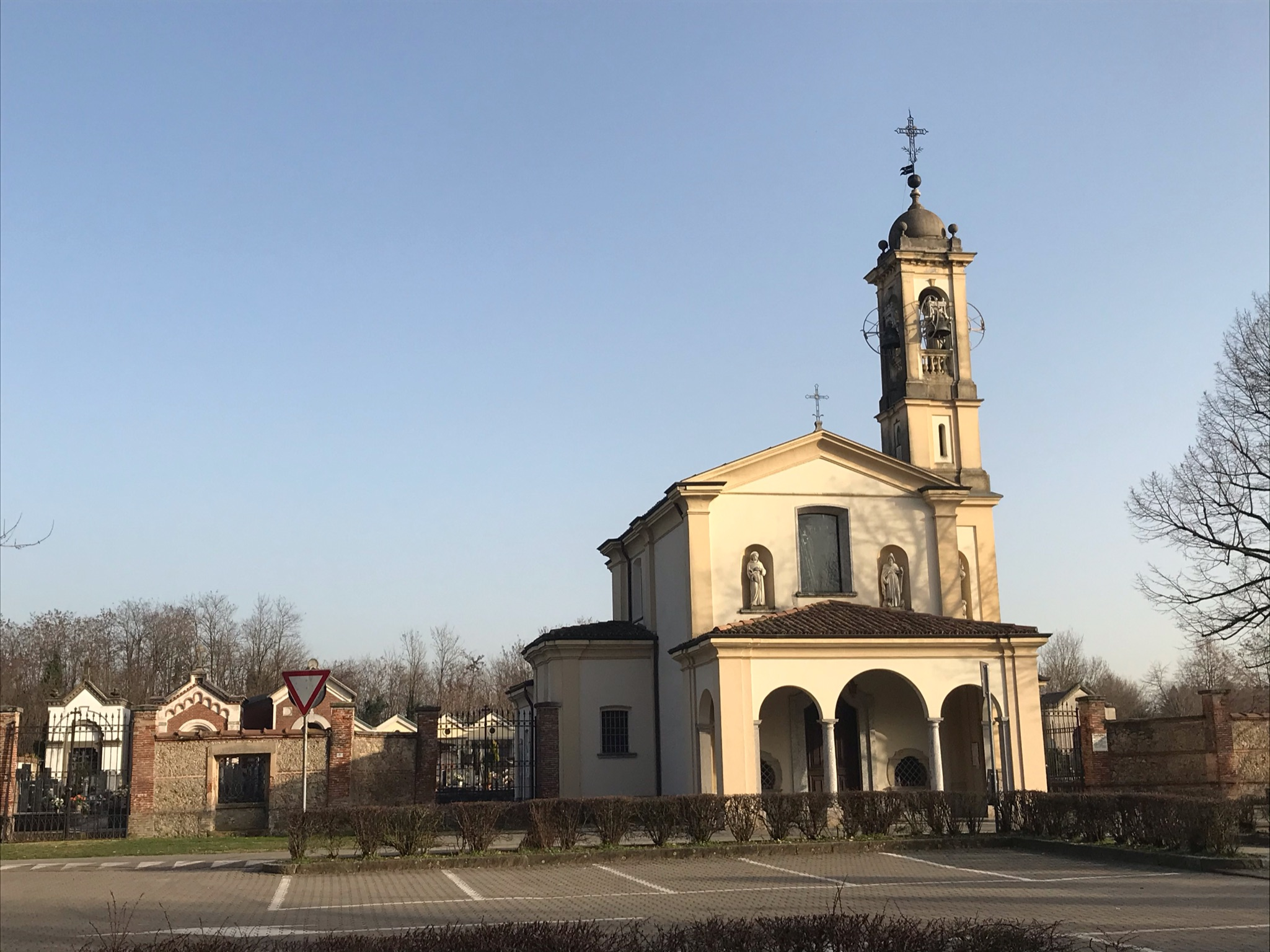
Il Santuario di Campegorino

È un piccolo borgo brianzolo posto a 235 metri di altitudine con viuzze strette. Insieme ad altri comuni limitrofi fa parte del Parco Rio Vallone ed è circondato dal Bosco di Campegorino, composto da robinie, castagni e sambuchi. Da visitare il Santuario di Campegorino (un tempo Campo Pecorino poiché zona ove pascolavano le greggi) del 1700 al cui interno è conservato il crocifisso taumaturgico trovato nello stesso punto ove ora sorge il santuario; la leggenda di Campegorino narra che quando Aicurzio fu attaccata dagli Spagnoli apparve nel punto dove sorge il santuario (fuori dal paese) un'armata celeste che fece scappare gli assalitori, e in questo modo Aicurzio si salvò. La leggenda ha anche un'altra versione: gli eserciti a fronteggiarsi nei pressi di Campegorino sarebbero stati quello francese e quello austriaco, nel periodo delle guerre di successione al dominio spagnolo in Italia. La conclusione della leggenda tuttavia è la medesima.
La presenza degli Umiliati, con una loro Domus, in prossimità della chiesa parrocchiale e di Ordini religiosi cavallereschi; la frazione di "La Commenda" e di "Castelnegrino", ex insediamenti templari dipendenti dalla precettoria milanese di Santa Croce e Santa Maria del Tempio, vennero costruiti dal primo Magister Templi di lingua italiana. Frà Dalmazio da Verzario fece erigere, su di un'antica via consolare nella prima metà del XII secolo, l'hospitale che è poi passato (alla soppressione dell'Ordine dei "Poveri Commilitoni di Cristo e del Tempio di Salomone") dai cosiddetti Cavalieri Templari, ai Cavalieri Ospitalieri di San Giovanni di Gerusalemme, poi di Rodi e di Malta, che per oltre mezzo millennio ne hanno mantenuto la proprietà sino alla soppressione napoleonica. Numerosi le gesta di nobili famiglie di alto lignaggio fra cui i Paravicini, Rogorini e Malacrida. Aicurzio fu annesso a Bellusco ai tempi di Napoleone e poi a Bernareggio ai tempi di Garibaldi.
Sicuramente di origine romana, nella terra Curciorum o Curtiorum doveva esserci evidentemente una colonia o famiglia romana e forse, rappresentando un buon punto strategico, una piccola guarnigione militare.
Nel medioevo il paese mantenne la sua caratteristica di avamposto militare.
La presenza dei Cavalieri Templari è testimoniata da molti edifici tuttora esistenti (Castel Negrino, La Commenda, Casa degli Umiliati).
L'antica configurazione planimetrica del paese, caratterizzata da corti coloniche e vicoli stretti, si è ben conservata nel tempo, tanto che è oggi possibile confrontare con relativa precisione la situazione attuale con quella documentata dai catasti storici.
Verso la fine del XVII secolo la famiglia dei Paravicini, in concomitanza con i Malacrida, i Cottini e i Rogorini, strinse un legame con i vari contadini che, coprendo il ruolo di mezzadri, garantivano la lavorazione dei terreni di proprietà della famiglia nobile (elencati nel catasto teresiano).
Iter simile seguiva la coltura del baco da seta che risultava essere ben radicata nel territorio brianzolo e nel caso aicurziese aveva origini che risalivano al 1400.
Durante le Cinque giornate di Milano (18-22 marzo 1848), Monza, dopo aver scacciato gli austriaci, diventa base logistica per i combattenti milanesi. Nella relazione del cronista di un giornale monzese dell’epoca, Il Brianteo, in data 20 aprile 1848, si racconta la cronaca di quei giorni e si cita con riconoscenza il prezioso contributo di Aicurzio, pronto a donare pane, giallo e bianco, ai combattenti.

### Simboli
Lo stemma e il gonfalone sono stati concessi con decreto del presidente della Repubblica del 20 maggio 1962.
Gli elementi presenti nello scudo fanno riferimento ai proprietari di due storici edifici presenti sul territorio: il Castel Negrino e la Commenda. Le due costruzioni, ora di proprietà privata, erano appartenute anticamente all'Ordine dei Templari, che aveva la sua residenza a Milano, presso la chiesa di Santa Maria del Tempio, nella località denominata, appunto, Commenda. Soppresso l'Ordine dei Templari, nel 1307, ad opera di papa Clemente VI, i due edifici erano poi passati tra le proprietà dell'Ordine di Malta.
Il gonfalone è un drappo partito di bianco e di azzurro.

## Società

### Evoluzione demografica
- 486 nel 1751
- 478 nel 1771
- 568 nel 1805
- annessione di Sulbiate nel 1809
- annessione a Bellusco nel 1811
- 833 nel 1853
- 908 nel 1859
- annessione a Bernareggio nel 1869
- 1 666 nel 1911

Abitanti censiti

### Etnie e minoranze straniere
Secondo i dati ISTAT al 31 dicembre 2009 la popolazione straniera residente era di 128 persone.
Le nazionalità maggiormente rappresentate in base alla loro percentuale sul totale della popolazione residente erano:
- Marocco 36 1,74%
- Albania 25 1,21%

## Amministrazione
| Periodo | Periodo   | Primo cittadino             | Partito              | Carica  | Note |
| ------- | --------- | --------------------------- | -------------------- | ------- | ---- |
| 1956    | 1990      | Abele Biffi                 | Democrazia Cristiana | Sindaco |      |
| 1990    | 1995      | Giuseppe Edoardo Crippa     | Sinistra             | Sindaco |      |
| 1995    | 1999      | Giuseppe Edoardo Crippa     | Sinistra             | Sindaco |      |
| 1999    | 2004      | Giovanni Crippa             | Centro               | Sindaco |      |
| 2004    | 2009      | Matteo Raffaele Baraggia    | Lista civica         | Sindaco |      |
| 2009    | 2014      | Matteo Raffaele Baraggia    | Lista civica         | Sindaco |      |
| 2014    | 2019      | Giammarino Maurilio Colnago | Lista civica         | Sindaco |      |
| 2019    | in carica | Matteo Raffaele Baraggia    | Lista civica         | Sindaco |      |